# Gabrovnitsa (distrikt i Bulgarien, Montana)
Gabrovnitsa (bulgariska: Габровница) är ett distrikt i Bulgarien.   Det ligger i kommunen Obsjtina Montana och regionen Montana, i den nordvästra delen av landet, 90 km norr om huvudstaden Sofia.
Trakten runt Gabrovnitsa består till största delen av jordbruksmark. Runt Gabrovnitsa är det ganska tätbefolkat, med 67 invånare per kvadratkilometer.